# Buffalo Bill

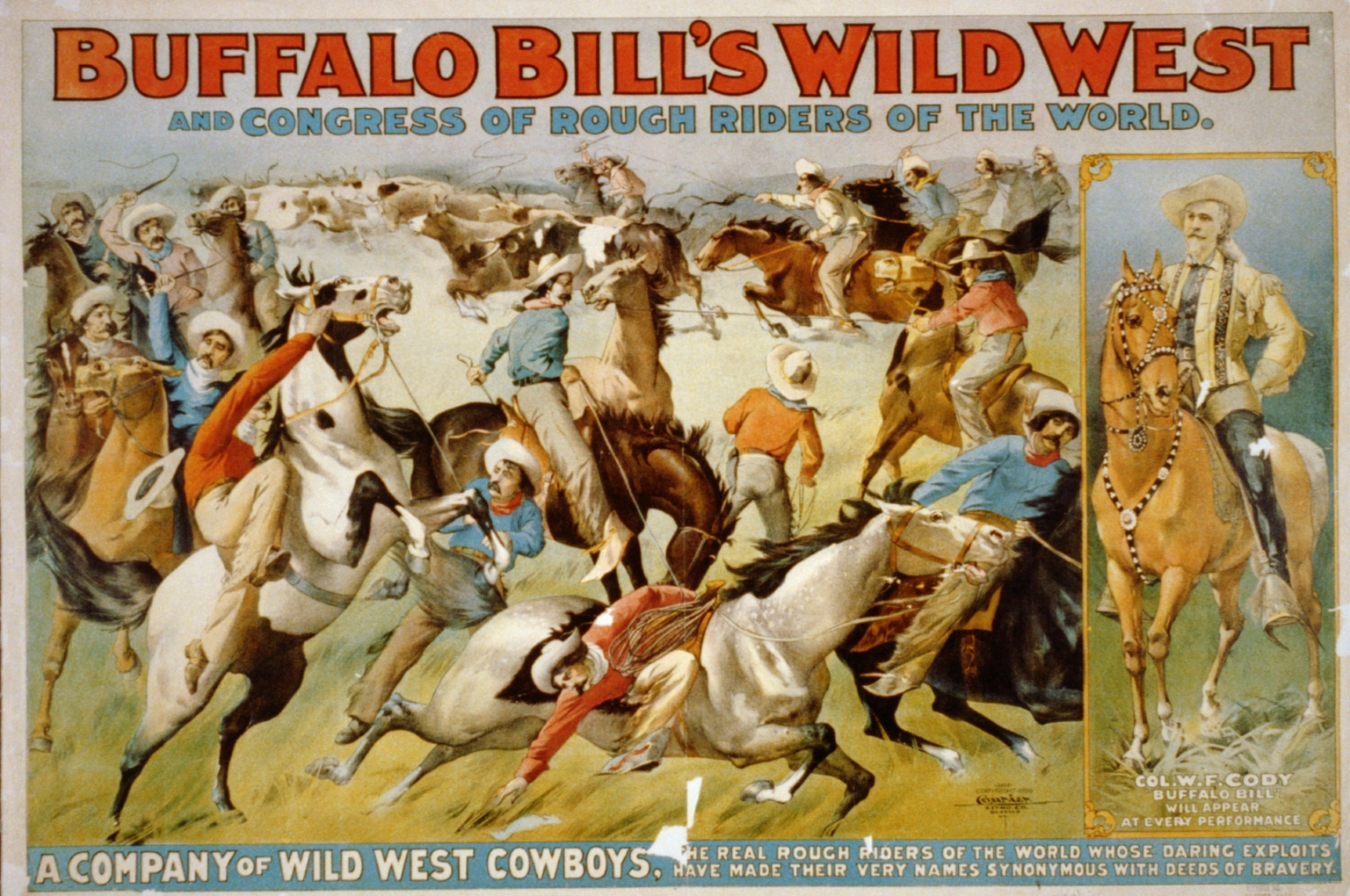
Buffalo Bill vadnyugati cirkuszának plakátja

William Frederick "Buffalo Bill" Cody (Le Claire, Iowa, 1846. február 26. – Denver, Colorado, 1917. január 10.) amerikai katona, bölényvadász és showman volt.

## Élete
Az Iowa tartományban (a mai egyesült államokbeli Iowa állam), Le Claire közelében született. A régi amerikai vadnyugat legszínesebb figurája volt, vadnyugati bemutató showjairól híresült el igazán. 1872-ben megkapta a Becsületrendet (Medal of Honor). Rövid ideig Carlos Montezuma is csatlakozott vándor előadócsoportjához.

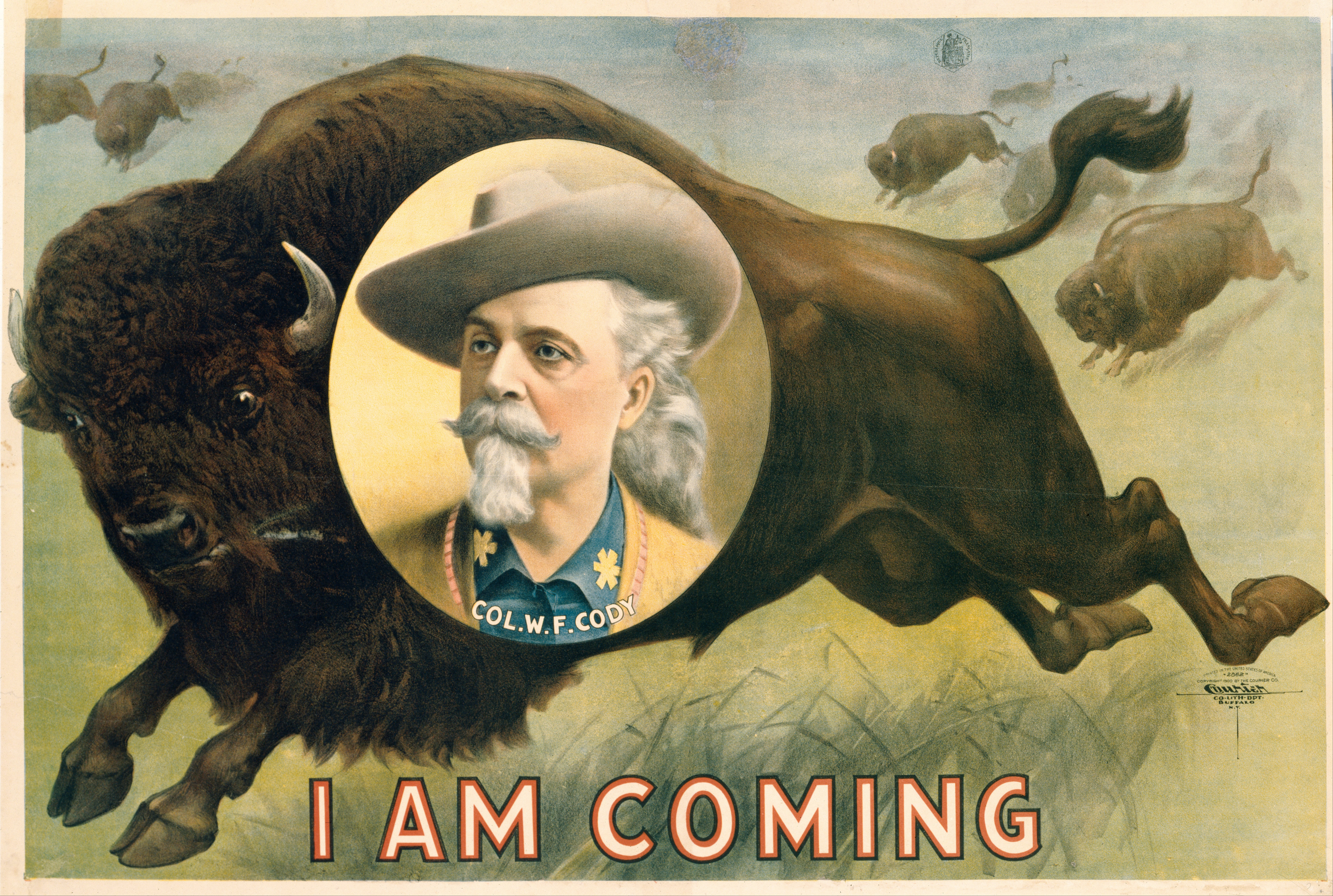
Buffalo Bill vadnyugati cirkuszának plakátja

## Beceneve és betöltött állásai
William Frederick a Buffalo Bill becenevet akkor kapta, amikor szerződésben vállalta, hogy a Kansas Pacific Vasúttársaság építőmunkásait ellátja bölényhússal (a buffalo az angol nyelvben bölényt jelent). Ez a becenév eredetileg Bill Comstockhoz tartozott. Cody úgy tett szert erre a névre, hogy 4800 bölényt ölt meg 18 hónap alatt 1867 és 1868-ban.
Az amerikai polgárháborúban (1861-1865) dokumentált katonaévein és azon felül, hogy részt vett a nagy síksági háborúban a harmadik lovasezred vezető felderítőjeként, Cody azt állította, hogy még rengeteg más munkája is volt. Úgymint prémvadász, marhahajcsár, aranyásó (Fifty-Niner) Coloradóban, postakocsi-hajtó 1860-ban, kocsis, és még szállodai középvezető is. Nem tudhatjuk pontosan, mely állítás volt valóságos és mely kitalált pusztán a népszerűség kedvéért. Vadnyugati bemutatói világhírnevet hoztak számára.

## Halála

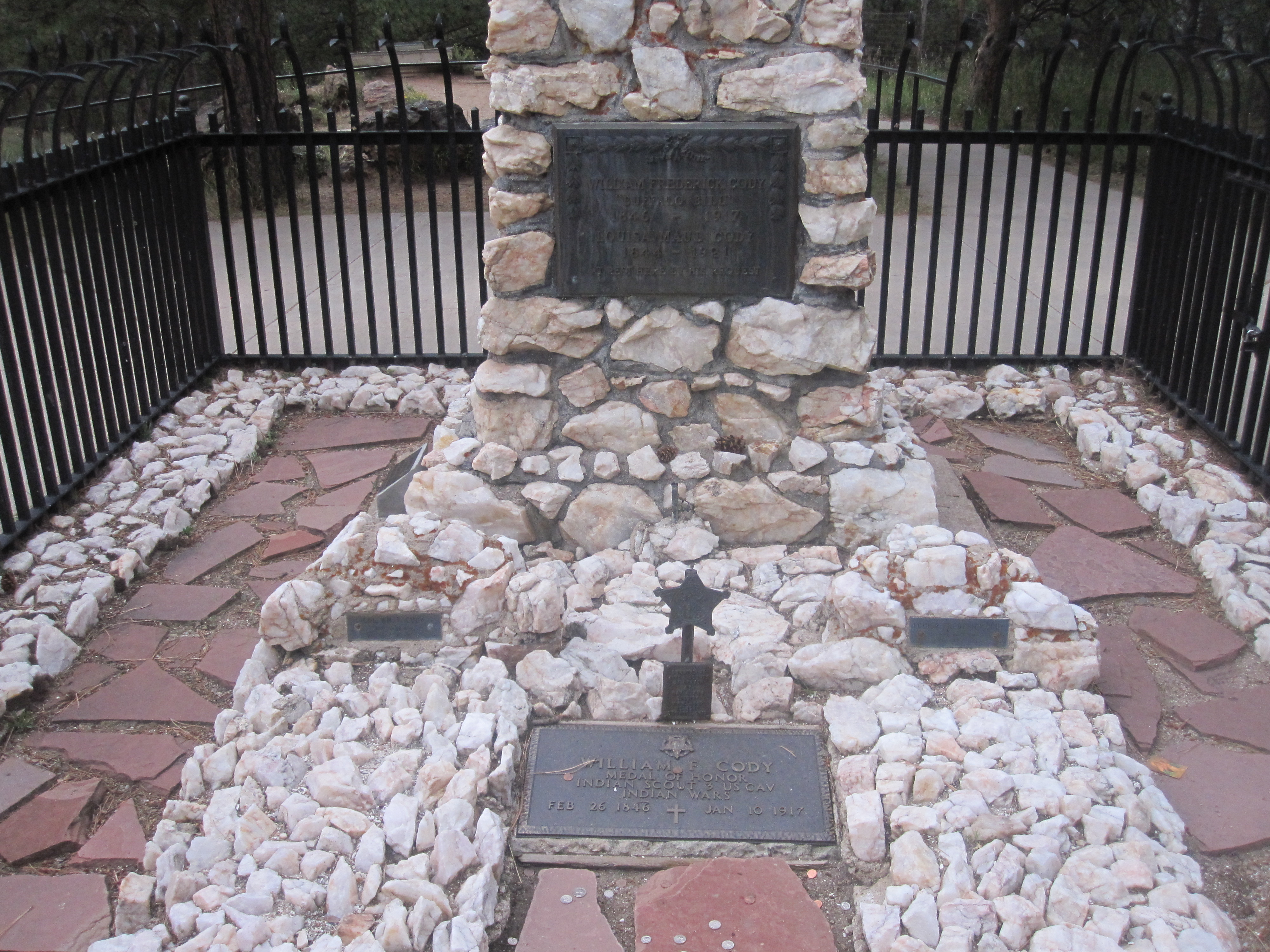
Buffalo Bill sírja

1917. január 10-én halt meg Denverben, veseelégtelenség következtében. 70 éves volt. Temetésén 25 ezren vettek részt. Sírja Denver közelében található.

## Magyarországon
Nemzetközi turnéja során 1906-ban fellépett Budapesten és több vidéki városban is. Budapesti előadását az akkor még kamasz Baktay Ervin, a későbbi orientalista is megtekintette.